# Martín Aguirregabiria
Martín Agirregabiria Padilla (Vitòria, Àlaba, 10 de maig de 1996) és un futbolista professional basc que juga com a lateral dret pel FC Cartagena.

## Carrera de club
Agirregabiria va entrar al planter del Deportivo Alavés el 2008, a 12 anys. Va debutar com a sènior amb el Deportivo Alavés B la temporada 2014–15 a Tercera Divisió.
Agirregabiria va marcar el seu primer gol com a sènior el 2 de novembre de 2014, en una victòria a casa per 3–1 contra el CD Aurrerá de Vitoria. El 29 de novembre de 2017 va debutar amb el primer equip, com a titular en una victòria per 3–0 a casa contra el Getafe CF a la Copa del Rei.
Després de la lesió de genoll de Carlos Vigaray, Agirregabiria va debutar a La Liga el 4 de desembre de 2017, com a titular en una victòria per 3–2 a fora contra el Girona FC. Deu dies després, va ampliar el seu contracte fins al 2021.
El 8 de juny de 2018, Agirregabiria va renovar contracte fins al 2022, i fou definitivament promocionat al primer equip. Va marcar el seu primer gol com a professional el 31 d'octubre, el segon del seu equip en un empat 2–2 a casa contra el Girona FC, a la Copa del Rei 2018-19.

### Famalicão
El 18 de juliol de 2022, l'agent lliure Aguirregabiria es va traslladar a l'estranger per primera vegada en la seva carrera, signant un contracte de tres anys amb l'FC Famalicão de la Primeira Liga.

### Cartagena
El 6 de juliol de 2024, Aguirregabiria va tornar a Espanya i la seva segona divisió, després de signar un contracte d'un any amb l'FC Cartagena.

## Internacional
El novembre de 2018 va ser convocat pel tècnic de la selecció espanyola sub-21, Luis de la Fuente, per substituir el lesionat Pablo Maffeo, i va debutar-hi com a titular a Logronyo contra la selecció de Dinamarca.